# Ле Ру, Брюно
Брюно́ Ле Ру (фр. Bruno Le Roux; род. 2 мая 1965 года, Женвилье) — французский политический и государственный деятель, бывший министр внутренних дел (с 6 декабря 2016 года по 21 марта 2017 года).

## Биография
Получил степень магистра углублённого курса наук (DEA) в университете Западного Парижа в Нантер-ля-Дефанс. Также учился в Высшей коммерческой школе Парижа (HEC) и в Высшей школе экономических и коммерческих наук (ESSEC).
В 1989 году Ле Ру начал политическую карьеру, став заместителем мэра Эпине-сюр-Сен. В 1990 году лидер Социалистической партии Пьер Моруа назначил Ле Ру директором кабинета, и он оставался в этой должности до 1992 года. В 1994 году стал членом Национального совета Франции, а с 2000 года — членом Национального бюро. С 1995 года отвечал в Соцпартии за вопросы государственной безопасности и полиции.
В 1992—1997 годах — депутат совета департамента Сен-Сен-Дени.
В 1995—2001 годах — мэр города Эпине-сюр-Сен.
Депутат Национального собрания Франции с 11-го по 14-й созыв с 12 июня 1997 года; приостановил действие своего мандата 6 января 2017 года ввиду правительственного назначения.
21 июня 2012 года возглавил социалистическую фракцию «новых левых» в Национальном собрании Франции.
В мае 2015 года Ле Ру был включён в российские «чёрные списки» европейских политиков, которым запрещён въезд в Россию в связи с украинскими событиями, и в интервью Radio J связал эту меру с недавним визитом Марин Ле Пен в Москву.
6 декабря 2016 года назначен министром внутренних дел Франции ввиду вступления занимавшего этот пост Бернара Казнёва в должность премьер-министра.
21 марта 2017 года Национальная финансовая прокуратура начала расследование в связи с обнародованием того факта, что Брюно Ле Ру нанимал своих дочерей парламентскими помощницами в период с 2009 по 2016 год (в 2009 году дочерям было 15 и 16 лет, в общей сложности им было выплачено 55 тыс. евро), и в 6 часов вечера по местному времени Ле Ру ушёл в отставку.
22 апреля 2017 года вернулся на своё прежнее место в Национальном собрании Франции.
9 мая 2017 года Ле Ру объявил, что не намерен выдвигать свою кандидатуру на парламентских выборах в июне 2017 года, объяснив своё решение семейными и личными причинами. Вместо него официальным кандидатом Соцпартии в 1-м округе департамента Сен-Сен-Дени стал Янник Триганс (Yannick Trigance), заменявший Ле Ру в Национальном собрании, пока тот работал в правительстве.